# Molécule semi-rigide
 (avril 2025).
Une molécule semi-rigide est une molécule dont la surface d'énergie potentielle présente un minimum bien défini correspondant à une structure stable de la molécule. Les seuls mouvements (quantiques) qu’une molécule semi-rigide effectue sont des (petites) vibrations internes autour de sa géométrie d’équilibre ainsi que les translations et rotations d’ensemble.

## Surface d'énergie potentielle
Une molécule est un ensemble d'atomes maintenus ensemble par des forces de liaisons chimiques.
Le potentiel, dérivé de ces forces, est une fonction des coordonnées nucléaires cartésiennes R1, ..., RN. Ces coordonnées sont exprimées par rapport au repère attaché à la molécule. La fonction potentiel est connue sous le nom de champ de force ou surface d'énergie potentielle écrit V(R1, ..., RN). Une représentation plus précise du potentiel V peut parfois être obtenue en utilisant un système de coordonnées curvilignes, appelées coordonnées de valence. On mentionnera l'étirement de la liaison, l'ouverture de l'angle de valence, les angles de rotation hors plan, les angles dièdres de torsion. Bien que les coordonnées internes curvilignes puissent donner une bonne description du potentiel moléculaire, il est difficile d'exprimer l'énergie cinétique dans ce système.

## Noyaux identiques
Lorsqu'une molécule contient des noyaux identiques - ce qui couramment le cas - il existe un certain nombre de mimima liés par permutations de noyaux identiques. Les minima, que l'on distingue par les numérotations différentes des noyaux identiques, peuvent être partagés en classes équivalentes. Deux minima sont équivalents s'ils peuvent être transformés l'un en l'autre par rotation de la molécule, c'est-à-dire sans passer de bannière d'énergie (rupture de liaison ou torsion de liaison). Les molécules avec des minima dans différentes classes d'équivalence sont appelées versions. Transformer une version en une autre revient à passer une barrière d'énergie.
Exemple
Considérons par exemple la molécule d'ammoniac (NH3). Il existe 3! (= 6) permutations possibles pour les atomes d'hydrogène. Si l'on considère les atomes d'hydrogène liés à l'azote constituant un plan, on peut constater que {H1-H2-H3, H3-H1-H2, H2-H3-H1} forme une classe équivalente (classe I), ses membres pouvant être transformés les uns en les autres par rotation autour de l'axe d'ordre 3 sans surmonter une barrière d'énergie. L'autre classe équivalente (classe II) est {H2-H1-H3, H3-H2-H1, H1-H3-H2}. Pour transformer un membre (version) de la classe I en un membre de la classe II, une barrière d'énergie doit être passée. Le chemin le moins couteux énergétiquement est ici l'inversion du « parapluie » de la molécule.
Pour une molécule semi-rigide, les barrières d'énergie entre les différentes versions sont tellement élevées que l'effet tunnel au travers de ces barrières peut être négligé. Dans ces conditions, les noyaux identiques peuvent être considérés comme particules distinguables auxquelles le principe d'exclusion de Pauli ne s'applique pas. C'est un point de vue courant en chimie.

## Molécule «souple»
A contrario, pour une molécule non rigide (souple), certaines des barrières de potentiel entre les différentes versions sont si faibles que la barrière est appréciable, ou, en d'autres termes, que les séparations dues aux effets tunnel sont observables par spectroscopie. Dans ces conditions, on doit considérer que les noyaux identiques obéissent au principe de Pauli (sont décrits soit par une fonction d'onde symétrique soit par une fonction d'onde antisymétrique).